# Arthur Heidenhain
Arthur Heidenhain (* 14. Februar 1862 in Breslau; † 13. Februar 1941 in Tübingen) war ein deutscher Historiker, Bibliothekar und u. a. Direktor der Lesehalle Bremen einer der führenden Köpfe der deutschen Lesehallenbewegung im 20. Jahrhundert.

## Biografie
Arthur Heidenhain wurde in Breslau geboren. Seine Eltern waren Rudolf Heidenhain, o. Professor der Physiologie und Histologie sowie Direktor des Physiologischen Laboratoriums in Breslau, und dessen Frau Fanny, die Tochter des Physiologen Alfred Wilhelm Volkmann; seine Brüder waren die Wissenschaftler Lothar und Martin Heidenhain. Arthur Heidenhain studierte in Breslau, Berlin und Marburg Geschichte. Im Anschluss an seine Dissertation lebte er zunächst sechs Jahre in Rom, wo er als wissenschaftlicher Mitarbeiter an der Preußischen Historischen Station, dem späteren Deutschen Historischen Institut (DHI), in der historischen Grundlagenforschung, speziell im Bereich der Nuntiaturberichte, tätig war.

## Berufliches Wirken
Er war danach ab 1897 als Bibliothekar in der Lesehalle und Volksbibliothek der Carl-Zeiss-Stiftung in Jena tätig. Dort erarbeitete er das erste systematisch angelegte Bestandsverzeichnis einer öffentlichen Bibliothek überhaupt. Heidenhain plädierte für die professionell fachliche Leitung von öffentlichen Bibliotheken und gilt als einer der Pioniere des öffentlichen Bibliothekswesens. Zusammen mit Walter Hofmann setzte er sich für eine kritische Bestandssichtung und -auswahl ein, die arbeitsteilig im Zusammenschluss mehrerer Bibliotheken erfolgen sollte.
1900 wurde er als einer führenden Köpfe der Lesehallen-Bewegung in Deutschland zum Leiter der im Aufbau befindlichen Lesehalle Bremen berufen. Unter seiner Leitung wurde am 15. Mai 1902 die erste Lesehalle in Bremen, eine der Vorläuferbibliotheken der heutigen Stadtbibliothek Bremen, am Ansgarikirchhof Nr. 11 eröffnet.
Die Lesehalle Bremen entwickelte sich unter Heidenhains Leitung zu einer der modernsten Volksbibliotheken in Deutschland. Der Leserzuspruch steigert sich stetig und der Bücherbestand erhöhte sich von 7.000 Bänden bei der Eröffnung bis 1906 auf 17.000 Bände sowie zahlreiche Zeitschriften, Lexika und Enzyklopädien, die im Novum des ersten öffentlichen Lesesaals standen. Rund 8000 eingetragene Leser wurden 1902 registriert, die ab 1905 Ausleihgebühren entrichten mussten. 1907 wurde die erste Zweigstelle mit dem Namen Lesehalle im Westen in der Nordstraße 300 (heute Hans-Böckler-Straße) eröffnet.
Die wirtschaftliche Entwicklung des Trägervereins war angesichts der rasanten Geldentwertung rückläufig. 1920 machte der Verein erstmals Verluste; der Vereinsvorstand hatte die Fehlentscheidung getroffen, einen Großteil seines Vermögens in Kriegsanleihen anzulegen. In der Not wurde verstärkt um Spender geworben. 1921 kam es zur ersten Schließung der Lesehalle aus finanziellen Gründen. Heidenhain hatte schon lange gefordert, dass die Stadt Bremen die Lesehalle – ähnlich wie Hamburg es mit den dortigen Bücherhallen machte – übernehmen und finanzieren müsse, doch der Vereinsvorstand war stets dagegen gewesen; er wollte selbständig und unabhängig bleiben. Am 1. Mai 1922 wurde die Bremer Lesehalle im Keller der Staatsbibliothek am Breitenweg wieder eröffnet. Die Zweigstelle im Bremer Westen nahm 1925 ebenfalls den Betrieb wieder auf und Arbeitslose konnten ab 1932 kostenlos Bücher entleihen. Aber finanziell schrammte die Lesehalle die nächsten Jahre weiter am Existenzminimum entlang. Am 19. Mai 1933 wurde der Verein von der Mitgliederversammlung aufgelöst.
Die nationalsozialistischen Bücherverbrennungen vom 10. Mai 1933 hatten auch ihre Auswirkung auf die öffentlichen Bibliotheken, deren Bestände von Literatur „undeutschen Geistes“ „gesäubert“ wurden und die in ihrer Gesamtheit politisch als Propagandainstrument genutzt werden sollten – so auch in Bremen. Im Juli 1933 wurde die „Lesehalle in Bremen“ nun als kommunal geförderte Einrichtung in „Volksbüchereien Bremen“ umbenannt und stand unter der kommissarischen Leitung des Direktors der Bremer Staatsbibliothek (heute: Staats- und Universitätsbibliothek Bremen) Hinrich Knittermeyer. Knittermeyer „säuberte“ den Bestand entsprechend der nationalsozialistischen Ideologie um 25 % von 29.000 auf 22.000 Bände.
Dr. Arthur Heidenhain trat Ende 1933 nach fast 33 Jahren des engagierten Dienstes in den Ruhestand, nachdem vom Vereinsvorstand mit der Stadt Bremen eine Lösung gefunden worden war, ihm ein Ruhegehalt zu zahlen. In Heidenhains Arbeitsvertrag mit dem Vereinsvorstand war weder für Krankheit noch für den Ruhestand etwas geregelt. Im Winter 1933/4 verzog Heidenhain nach Tübingen, wo er 1941 nach langer Krankheit starb.
Arthur Heidenhains Verdienste haben die Zeiten überdauert – sowohl seine Forschungsarbeiten als Historiker als auch sein Wirken als Bibliothekar bei der Entwicklung des öffentlichen Bibliothekswesens in Deutschland und des volksbibliothekarischen Berufsbilds.

## Schriften von Arthur Heidenhain in Auswahl
- Die Unionspolitik Landgraf Philipp des Grossmüthigen von Hessen und die Unterstützung der Hugenotten im ersten Religionskriege, Breslau, Köbner 1886. (Hochschulschrift: Breslau, Phil. Fak., Diss., 1886)
- Die Unionspolitik Landgraf Philipps von Hessen 1557-1562. Archivalische Beilagen. Halle <a. S.>, M. Niemeyer 1890
- 12 [Zwölf ]französische Volkslieder: aus: Les plus jolies chansons du pays de France (dt.), chansons tendres, choisies / par Catulle Mendès. Mit den Notensätzen der Druckausg. und mit dt. Nachbildungen als Ms. f. seine Freunde vervielfältigt von Uebersetzer Arthur Heidenhain, Plon, Paris 1899
- Lesehalle Jena, in: Blätter für Volksbibliotheken und Lesehallen, Jg. (1900)7/8, [Leipzig], 1900, S. 132–137
- Erstes Bücher-Verzeichniss der Oeffentlichen Lesehalle zu Jena, abgeschl. d. 1. Sept. 1899. Lesehallenver., Jena 1899
- Öffentliche Bibliotheken für Jedermann, Sonder-Abdr. aus: Weser-Zeitung vom 24.–26. Juni 1903
- Zur Frage der Ausbildung für den Dienst an volkstümlichen Bibliotheken : Dazu ein Anhang: Richtlinien für die Ausbildung von Volontären an der Lesehalle in Bremen, zs. mit E. Jaeschke, W. Hofmann., Heymann, Berlin 1911
- Musterkataloge : Verzeichnis populär-wissenschaftlicher Werke, herausgegeben vom Wiener Volksbildungsverein, [1910]
- Büchereiarbeit und Büchereibeamte: Ein Überblick für Laien, Sonderdruck aus: Büchereifragen. Aufsätze zur Bildungsaufgabe und Organisation der modernen Bücherei, Weidmann, Berlin 1914 u. Neuauflage 1925